# 翼宿七
翼宿七（δ Crt/巨爵座δ）是南天星座巨爵座的一个单星。视星等3.56，它是这个暗淡星座的最亮星。從地球測量的恆星視差約為17.56mas，翼宿七距离太阳大约186光年。
这是一个已经演化的橙巨星，恒星分类K0III。翼宿七是红群聚的一员，它经由核心的氦聚变产生能量。该星有1.5倍太阳质量，但是已经膨胀到22.44±0.28倍太阳半径。
该星的金属量（天文学上指氢氦以外元素的丰度）只有太阳的33%。它的年龄大约29亿年，自转缓慢的无法测量，投影自转速度为0km/s。翼宿七辐射出171.4±9.0倍太阳光度，表面温度4,510±15K。

## 外部連結
- Kaler, James B., , Stars (University of Illinois),   [2017-06-22], （原始内容存档于2020-10-03）